# Anomophysis plagiata
Anomophysis plagiata är en skalbaggsart som först beskrevs av Waterhouse 1884.  Anomophysis plagiata ingår i släktet Anomophysis och familjen långhorningar.
Artens utbredningsområde är:
- Afghanistan.
- Laos.
- Pakistan.

Inga underarter finns listade i Catalogue of Life.